# ヤロスラフ・ペリカン

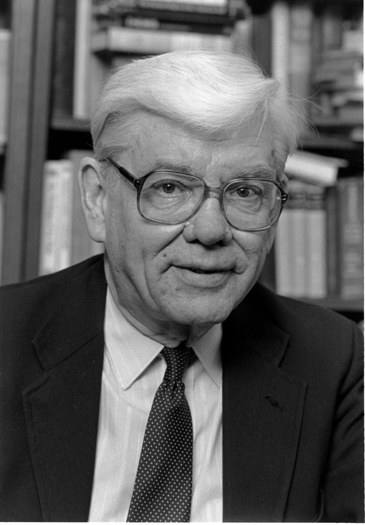
ヤロスラフ・ペリカン

ヤロスラフ・ペリカン（Jaroslav Pelikan、1923年12月17日 - 2006年5月13日）は、アメリカ合衆国のキリスト教史学者・神学者。イェール大学名誉教授。マルティン・ルター全集（通称ペリカン版）の編纂者としても知られる。
ルター派教会の牧師の息子としてオハイオ州アクロンに生まれた。ルターの研究者として英訳全集編纂を指導するとともに、エキュメニカルな視点からの文化史的な教会史研究でも知られる。またエキュメニズム運動にも好意的な立場をとり、とくに北米におけるカトリック教会とルター派の交流に大きく与った。のち、1998年に正教会に改宗した。
2006年5月13日に肺癌のため死去した。

## 日本語訳著書
- 『ルターからキェルケゴールまで』（聖文舎, 1967年）
- 『ルターの聖書釈義』（聖文舎, 1970年）
- 『文化史の中のイエス―世紀を通じての彼の位置』（新地書房, 1991年）

改題『イエス像の二千年』（講談社［講談社学術文庫］, 1998年）
- 『大学とは何か』（法政大学出版局, 1996年）
- 『聖母マリア』（青土社, 1998年）
- 『聖書は誰のものか?―聖書とその解釈の歴史』（教文館, 2006年）
- 『キリスト教の伝統―教理発展の歴史』（教文館, 2006年-2008年）
  - 1巻「公同的伝統の出現―100-600年」
  - 2巻「東方キリスト教世界の精神―600-1700年」
  - 3巻「中世神学の成長―600-1300年」
  - 4巻「教会と教義の改革―1300-1700年」
  - 5巻「キリスト教教理と近代文化―1700年以降」